# Ralph Waldo Emerson

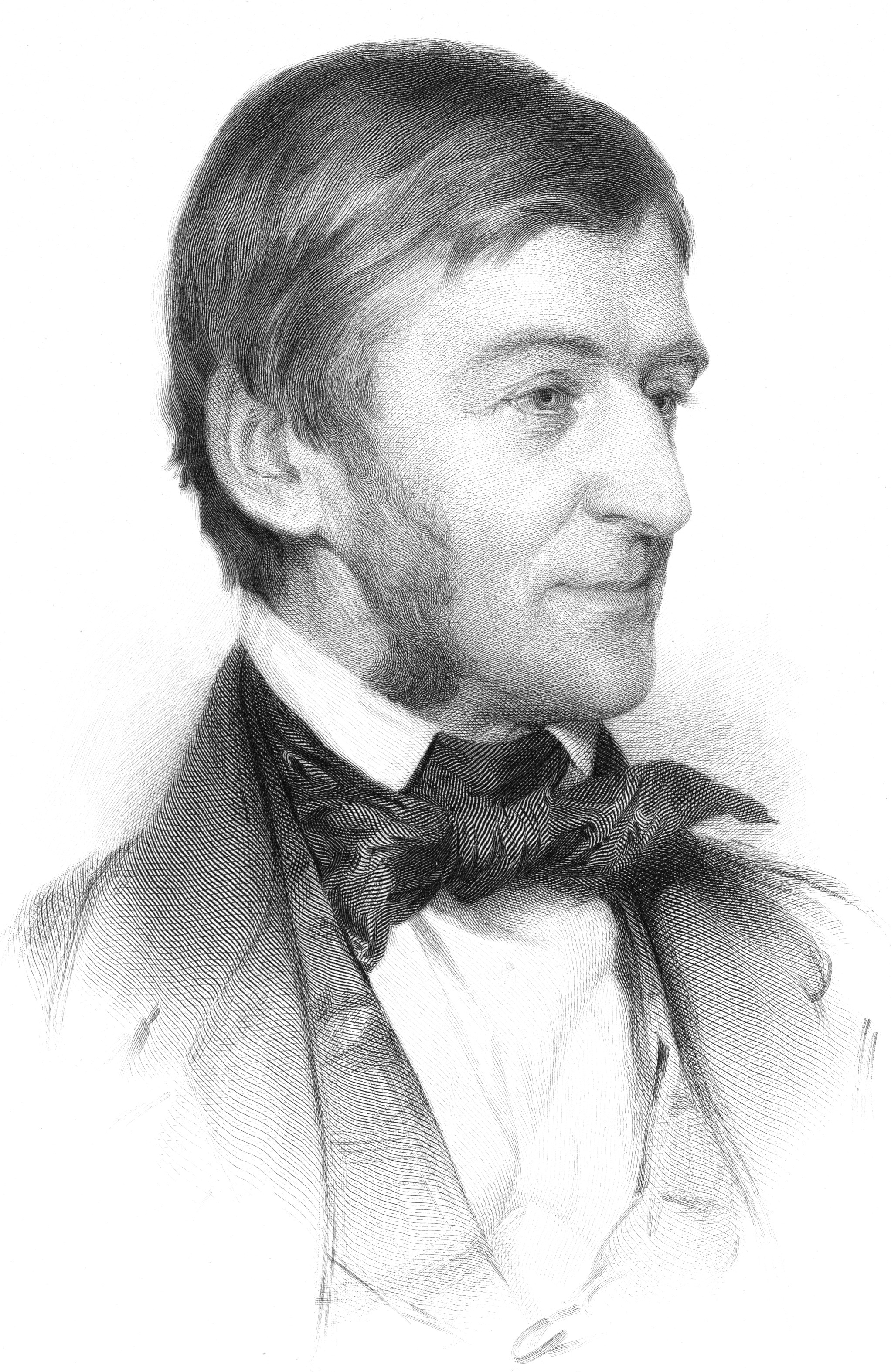
Ralph Waldo Emerson

Ralph Waldo Emerson (Boston, Massachusetts, 25 de maig de 1803 – Concord, Massachusetts, 27 d'abril de 1882) va ser un assagista, filòsof i poeta estatunidenc. Va ser líder del moviment transcendentalista a les primeries del segle xix. Les seves ensenyances van contribuir al desenvolupament de moviment del Nou Pensament a mitjan segle xix.

## Biografia
El pare de Ralph Waldo Emerson era un pastor o clergue unitarista que va morir quan el seu fill tenia vuit anys. El xicot va ser admès en la Universitat Harvard amb una beca quan comptava catorze anys. Després d'obtenir el títol, va ajudar el seu germà en una escola de senyoretes que aquest regentava en la casa de sa mare. Quan el seu germà va partir a Gotinga a fer estudis de teologia, Emerson va assumir la direcció de l'escola, la qual cosa va assegurar la seva manutenció llargs anys i li va deixar temps suficient per a estudiar teologia i convertir-se així mateix en pastor unitari, abans de dimitir després d'un conflicte amb els dirigents d'aquesta església. Poc després va perdre la seva amada dona, Elena Louisa Tucker, que va morir al febrer de 1831.

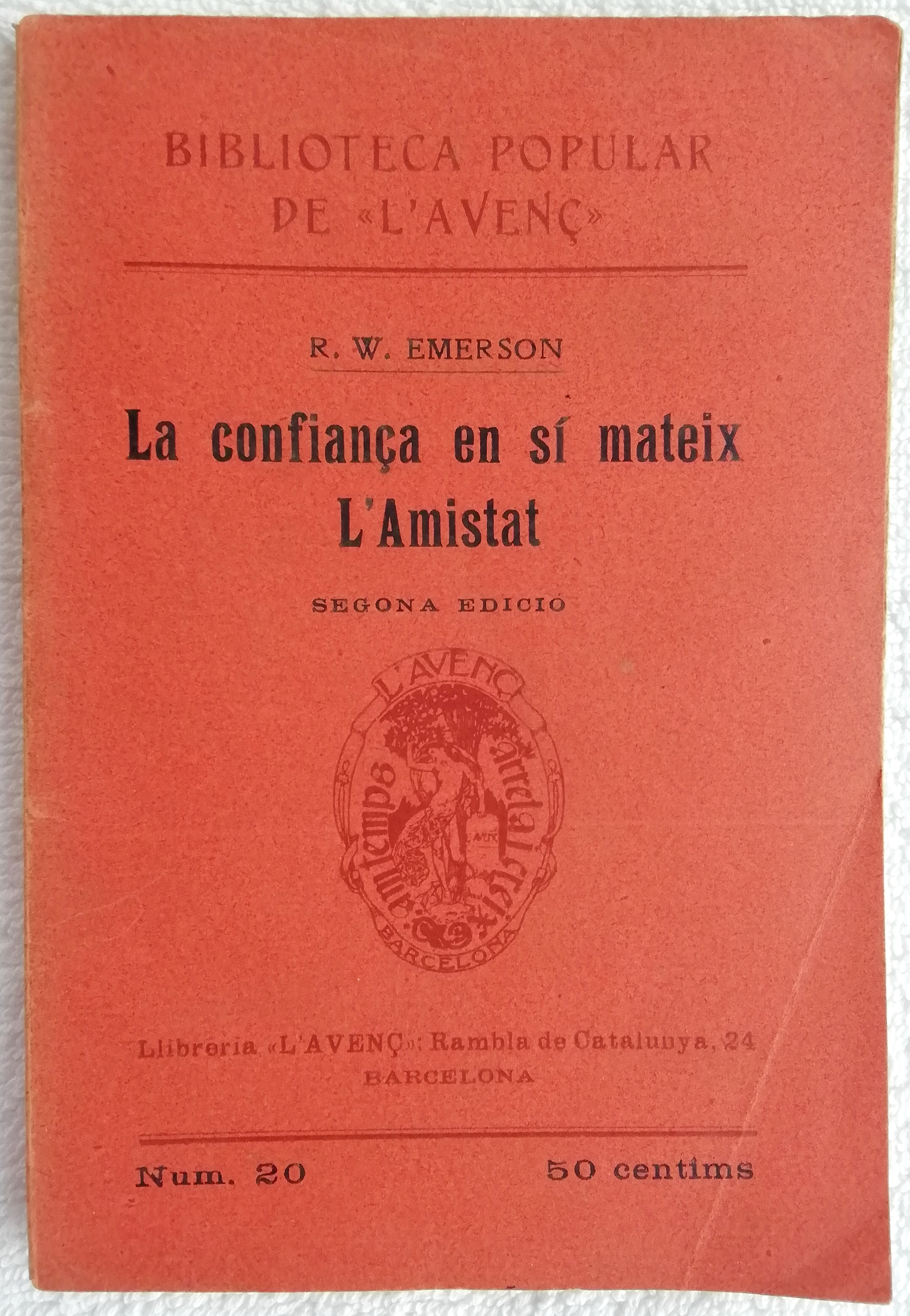
Self-Reliance (La confiança en si mateix) i Friendship (L'Amistat), segon i sisè assaig del llibre Essays: First Series, publicat l'any 1841. A la imatge, traducció catalana de Cebrià de Montoliu, publicada a Barcelona l'any 1910 dins la Biblioteca Popular de L'Avenç

Emerson va fer un llarg viatge per Europa entre 1832 i 1833; va travessar Itàlia, es va detenir a París (la seva visita al Museu d'Història Natural el marcarà profundament) i a Gran Bretanya coneixerà els poetes lakistes del primer Romanticisme anglès, William Wordsworth i Samuel Taylor Coleridge; també els filòsofs John Stuart Mill i Thomas Carlyle; amb aquest últim i amb Max Müller mantindrà una activa correspondència. Encara farà un viatge més a Anglaterra, entre 1847 i 1848, i hi editarà la seva obra English Traits (1856).
L'any 1835, Emerson va comprar una casa a Concord (Massachusetts), i va esdevenir ràpidament una de les personalitats de la ciutat. Hi va entaular gran amistat amb el filòsof anarquista Henry David Thoreau. Va publicar el seu primer llibre, Nature, al setembre de 1836, i el 15 de juliol de 1838 va pronunciar un discurs, conegut com The Divinity School Address, decisiu per a la història de l'Unitarisme. Influït per la filosofia racionalista i romàntica alemanya que va conèixer a través de Carlyle i per l'Hinduisme que li va fer estudiar el seu amic Max Müller, Emerson proposava el Transcendentalisme, una via intuïtiva basada en la capacitat de la consciència individual, sense necessitat de miracles, jerarquies religioses ni mediacions. Després va participar amb altres intel·lectuals en la fundació de la revista The Dial, el primer número de la qual va eixir l'any 1840 per a ajudar a la propagació del Transcendentalisme, i que s'editarà ininterrompudament fins a 1844.
Emerson va perdre el seu fill Waldo per l'escarlatina el 1842. El seu dolor li va inspirar dues obres majors: el poema Threnody i l'assaig Experience. L'any 1855 va escriure una entusiasta carta de lloança a Walt Whitman pel seu llibre Leaves of grass, Fulles d'Herba, la qual va publicar el poeta sense el seu permís per a autopromocionar-se, cosa que va enfurismar Emerson, encara que quan Emerson el va visitar al desembre d'aqueix mateix any es van fer amics. La filosofia positivista i afirmativa d'Emerson va inspirar poderosament Whitman, el qual a més li va fer llegir els poemes de Canó, que Emerson va lloar encara que no va saber veure realment l'homosexualitat més o menys explícita del llibre. El gran assagista va morir en 1882 i està soterrat al cementeri de Sleepy Hollow, a Concord.
La filosofia d'Emerson es podria classificar com a liberal: potencia els valors de l'individu i del jo, és afirmativa, vitalista i optimista. D'ací les lloances que va merèixer de pensadors com Friedrich Nietzsche i altres.

## Estil de vida i creences
Les opinions religioses d'Emerson sovint es consideraven radicals en aquell moment. Creia que totes les coses estan connectades amb Déu i, per tant, totes les coses són divines. Els crítics creien que Emerson estava eliminant la figura central de Déu; com va dir Henry Ware Jr., Emerson estava en perill d'emportar-se el Pare de l'Univers i deixar però una companyia de nens en un asil d'orfes. Emerson va estar en part influenciat per la filosofia alemanya i la crítica bíblica. Les seves opinions, la base del transcendentalisme, van suggerir que Déu no ha de revelar la veritat, sinó que la veritat es podria experimentar intuïtivament directament des de la natura. Quan se li va preguntar sobre les seves creences religioses, Emerson va declarar: «Sóc més quàquer que qualsevol altra cosa. Crec en la veu tranquil·la i petita, i aquesta veu és Crist dins nostre».
Emerson va ser partidari de la difusió de les biblioteques comunitàries al segle xix, i va dir això d'elles: «Penseu en el que teniu a la biblioteca més petita escollida. Una companyia dels homes més savis i enginyosos que es podrien escollir entre tots els països civils., en mil anys, han posat en el millor ordre els resultats del seu aprenentatge i saviesa».
Emerson va tenir interès romàntic en diverses dones al llarg de la seva vida, incloent Anna Barker i Caroline Sturgis.

### Raça i esclavitud
Emerson no es va convertir en un ardent abolicionista fins al 1844, tot i que els seus diaris mostren que estava preocupat per l'esclavitud en la seva joventut, fins i tot somiant amb ajudar a alliberar esclaus. El juny de 1856, poc després que Charles Sumner, un senador dels Estats Units, fos derrotat per les seves acèrrims punts de vista abolicionistes, Emerson es va lamentar que ell mateix no estava tan compromès amb la causa. Va escriure: «Hi ha homes que, tan aviat com neixen, porten una línia d'abella a la destral de l'inquisidor... Meravellosa la manera en què ens salva aquest infalible subministrament de l'element moral». Després de l'atac de Sumner, Emerson va començar a parlar sobre l'esclavitud. «Crec que hem de desfer-nos de l'esclavitud, o hem de desfer-nos de la llibertat», va dir en una reunió a Concord aquell estiu. Emerson va utilitzar l'esclavitud com a exemple d'una injustícia humana, especialment en el seu paper de ministre. A principis de 1838, provocat per l'assassinat d'un editor abolicionista d’Alton, Illinois, anomenat Elijah Parish Lovejoy, Emerson va pronunciar el seu primer discurs públic contra l'esclavitud. Deia: «L'altre dia que el valent Lovejoy va posar el pit a les bales d'una multitud, pels drets de la llibertat d'expressió i d'opinió, i va morir quan era millor no viure». John Quincy Adams va dir que l'assassinat de la de Lovejoy «va provocar una commoció com qualsevol terratrèmol a tot aquest continent». Tanmateix, Emerson va sostenir que la reforma s'aconseguiria mitjançant un acord moral més que no pas per una acció militant. L'1 d'agost de 1844, en una conferència a Concord, va manifestar més clarament el seu suport al moviment abolicionista: «Estem en deute principalment amb aquest moviment, i amb els seus continuadors, per la discussió popular de tots els punts de l'ètica pràctica».
Emerson és conegut sovint com un dels pensadors democràtics més liberals del seu temps que creia que mitjançant el procés democràtic s'havia d'abolir l'esclavitud. Tot i ser un àvid abolicionista conegut per les seves crítiques a la legalitat de l'esclavitud, les seves tendències liberals habituals no es van traduir clarament quan es tractava de creure que totes les races tenien la mateixa capacitat o funció, que era una concepció comuna per al període en què va viure. Molts crítics creuen que van ser els seus punts de vista sobre la raça el que li va impedir fer-se abolicionista a principis de la seva vida i també li va impedir ser més actiu en el moviment antiesclavista. Gran part de la seva joventut, va callar sobre el tema de la raça i l'esclavitud. Fins que va arribar als 30 anys, Emerson va començar a publicar escrits sobre la raça i l'esclavitud, i fins als 40 i 50 no es va fer conegut com un activista contra l'esclavitud.
Durant els seus primers anys de vida, Emerson va semblar desenvolupar una jerarquia de races basada en la facultat de raonar o, més aviat, si els esclaus africans eren distingidament iguals als homes blancs en funció de la seva capacitat de raonar. En una entrada de diari escrita l'any 1822, Emerson va escriure sobre una observació personal: «Difícilment pot ser cert que la diferència rau en l'atribut de la raó. Vaig veure deu, vint, cent homes negres de llavis grans i cabells curts als carrers que, excepte en la mera qüestió del llenguatge, no van superar la sagacitat de l'elefant, és cert que aquests van ser creats per sobre d'aquest savi animal, i en comparació amb els ordres més alts dels homes, ho faran? mantenir-se tan baix com per fer menyspreable la diferència que subsisteix entre ells i les bèsties sagaces».
Com amb molts partidaris de l'esclavitud, durant els seus primers anys, Emerson sembla haver pensat que les facultats dels esclaus africans no eren iguals a les dels propietaris d'esclaus blancs. Però aquesta creença en les inferioritats racials no va fer d'Emerson un partidari de l'esclavitud. Emerson va escriure més tard aquell any que «Cap sofisma enginyós pot reconciliar mai la ment no pervertida amb el perdó de l'esclavitud; res més que una familiaritat tremenda i el biaix de l'interès privat». Emerson va veure l'expulsió de la gent de la seva terra natal, el tractament dels esclaus i els benefactors egoistes dels esclaus com una gran injustícia. Per a Emerson, l'esclavitud era una qüestió moral, mentre que la superioritat de les races era una qüestió que va intentar analitzar des d'una perspectiva científica basant-se en el que creia que eren trets heretats.
Emerson es veia a si mateix com un home d'ascendència saxona. En un discurs pronunciat l'any 1835, titulat Trets permanents del geni nacional anglès, va dir: «Els habitants dels Estats Units, especialment de la part del nord, descendeixen del poble d'Anglaterra i han heretat els trets del seu caràcter nacional». Va veure llaços directes entre la raça basats en la identitat nacional i la naturalesa inherent de l'ésser humà. Els blancs americans nascuts als Estats Units i d'ascendència anglesa van ser categoritzats per ell com una raça separada, que pensava que tenia una posició superior a altres nacions. La seva idea de la raça es basava en una cultura, un entorn i una història compartits. Creia que els americans nadius d'ascendència anglesa eren superiors als immigrants europeus, inclosos els irlandesos, francesos i alemanys, i també com a superiors als anglesos d'Anglaterra, als quals considerava un segon grup proper i l'únic grup realment comparable.
Més tard a la seva vida, les idees d'Emerson sobre la raça van canviar quan es va implicar més en el moviment abolicionista i, al mateix temps, va començar a analitzar més a fons les implicacions filosòfiques de la raça i les jerarquies racials. Les seves creences van centrar-se en els possibles resultats dels conflictes racials. Les opinions racials d'Emerson estaven estretament relacionades amb les seves opinions sobre el nacionalisme i la superioritat nacional, que era una visió comuna als Estats Units en aquell moment. Emerson va utilitzar les teories contemporànies de la raça i les ciències naturals per donar suport a una teoria del desenvolupament de la raça. Creia que l'actual batalla política i l'actual esclavització d'altres races era una lluita racial inevitable, que donaria lloc a la inevitable unió dels Estats Units. Aquests conflictes eren necessaris per a la dialèctica del canvi que finalment permetria el progrés de la nació. En gran part del seu treball posterior, Emerson sembla permetre la idea que les diferents races europees acabaran barrejant-se a Amèrica. Aquest procés d'hibridació portaria a una raça superior que aniria a favor  de la superioritat dels Estats Units.

## Llegat

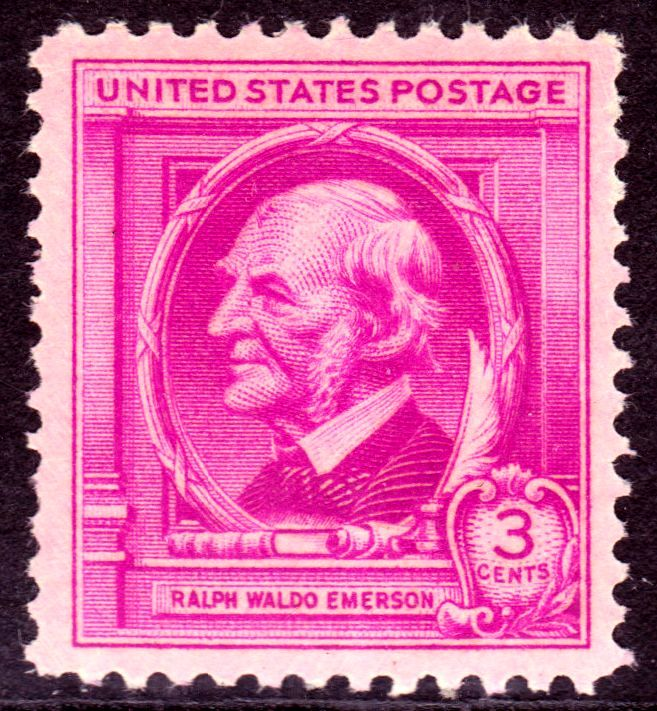
Segell postal d'Emerson, Segells postals i història postal dels Estats Units, emissió de 1940

Com a conferenciant i orador, Emerson, anomenat el savi de la Concòrdia, es va convertir en la veu líder de la cultura intel·lectual als Estats Units. James Russell Lowell, editor de The Atlantic and the North American Review, va comentar al seu llibre My Study Windows (1871), que Emerson no només era el conferenciant més atractiu d'Amèrica, sinó també un dels pioners del sistema de docència. Herman Melville, que havia conegut Emerson l'any 1849, en un principi pensava que tenia un defecte a la regió del cor i un autoconcepte tan intensament intel·lectual que al principi es dubta a anomenar-lo pel seu nom correcte, tot i que després va admetre que Emerson era un gran home. Theodore Parker, ministre i transcendentalista, va assenyalar la capacitat d'Emerson d'influir i inspirar els altres: «el geni brillant d'Emerson es va alçar a les nits d'hivern i es va aixecar sobre Boston, atraient els ulls dels joves ingenus per admirar aquesta gran nova estrella, una bellesa i un misteri, que encantaven de moment, alhora que donaven també una inspiració perenne, ja que els conduïa per nous camins i cap a noves esperances».
L'obra d'Emerson no només va influir en els seus contemporanis, com Walt Whitman i Henry David Thoreau, sinó que continuaria influint en pensadors i escriptors dels Estats Units i d'arreu del món fins a l'actualitat. Pensadors notables que reconeixen la influència d'Emerson són Nietzsche i William James, fillol d'Emerson. Hi ha poc desacord en que Emerson va ser l'escriptor més influent de l'Amèrica del segle xix, tot i que en aquests dies és en gran part la preocupació dels estudiosos. Walt Whitman, Henry David Thoreau i William James eren tots emersonians positius, mentre que Herman Melville, Nathaniel Hawthorne i Henry James eren emersonians en negatiu; es van oposar al savi, no es podia escapar de la seva influència. Per a T. S. Eliot, els assaigs d'Emerson eren un obstacle. Waldo the Sage va ser eclipsat des de 1914 fins 1965, quan va tornar a brillar, després de sobreviure en l'obra de grans poetes nord-americans com Robert Frost, Wallace Stevens i Hart Crane.
Al seu llibre The American Religion, Harold Bloom es refereix repetidament a Emerson com El profeta de la religió estatunidenca, que en el context del llibre es refereix a religions indígenes americanes com el mormonisme i la ciència cristiana, que van sorgir en gran part durant la vida d'Emerson, però també a les esglésies protestants principals que Bloom diu que s'han tornat als Estats Units més gnòstiques que les seves homòlogues europees. A The Western Canon, Bloom compara Emerson amb Michel de Montaigne: «L'única experiència de lectura equivalent que conec és rellegir sense parar als quaderns i diaris de Ralph Waldo Emerson, la versió americana de Montaigne». Diversos dels poemes d'Emerson es van incloure a The Best Poems of the English Language de Bloom, tot i que ell va escriure que cap dels poemes és tan destacat com el millor dels assaigs d'Emerson, que Bloom va enumerar com a Self-Reliance, Circles, Experiència i gairebé tota la conducta de la vida. En la seva creença que la longitud de la línia, els ritmes i les frases són determinats per l'alè, la poesia d'Emerson va prefigurar les teories de Charles Olson.
Van rebre el nom o en honor d'Emerson:
- Emerson College (diversos campus, https://emerson.edu/)
- El departament de filosofia de Harvard es troba a Emerson Hall (1900).[29]
- El maig de 2006, 168 anys després que Emerson pronunciés el seu Discurs de l'escola divina, la Harvard Divinity School va anunciar l'establiment de la Càtedra de l'Associació Universalista Unitària Emerson.
- Autor Ralph Waldo Ellison
- Stephen Emerson Whicher, un dels principals estudiosos d'Emerson del segle XX
- L'Emerson String Quartet, format el 1976[30]
- El Premi Ralph Waldo Emerson s'atorga anualment a estudiants de secundària per assajos sobre temes històrics.[31]
- The Emerson Collective, una empresa dedicada al canvi social[32]
- Emerson Street a Napier, Nova Zelanda[33]
- La ciutat d’Emerson, Nova Jersey[34]
- El corredor de pista del Carleton College Emerson Lange